# 麦克卢尔海峡

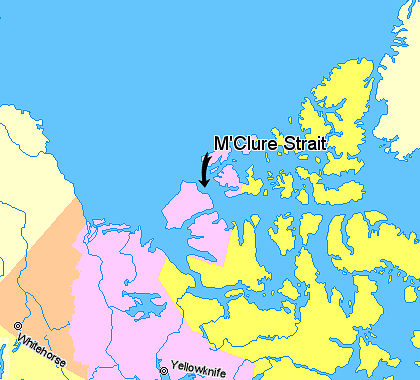
麦克卢尔海峡
努纳武特地区
西北地区
育空地区

74°00′50″N 119°07′40″E / 74.01390°N 119.12774°E
麦克卢尔海峡（英語：M'Clure Strait）位于加拿大西北地区，班克斯岛与梅尔维尔岛和埃格林顿岛之间，西通北冰洋波弗特海，东连梅尔维尔子爵海峡。全长270公里，宽90公里。为大西洋与太平洋之间的西北航道的组成部分。海峡以爱尔兰北极探险家罗伯特·麦克卢尔的名字命名。